# Experiments In Nocturnal Sound and Energy
The Experiments In Nocturnal Sound And Energy (traducido como Los experimentos nocturnos de sonido y energía) es un EP de la banda de post-hardcore Ink & Dagger. Fue lanzado en Reino Unido por Simba Recordings a inicios de 1998, y posteriormente por Revelation Records en Estados Unidos; ambas ediciones en vinilo 7".
"Philapsychosis" fue regrabada –bajo la nueva formación de la banda– para el álbum debut The Fine Art of Original Sin.

## Listado de canciones
Lado A
| N.º | Título           | Duración |  |
| 1.  | «Philapsychosis» |          |  |

Lado B
| N.º | Título                   | Duración |  |
| 1.  | «The 13th Dream»         |          |  |
| 2.  | «The 13th Dream (Remix)» |          |  |

## Créditos
| Banda - Sean McCabe – voces, programación - Don Devore – guitarras, programación - Jorge Gonzalez – guitarras - Ashli State – bajo - Ryan Mclaughlin – batería, percusión | Músicos invitados - J Smooth – remix (track 3) - JG – remix (track 3) Producción - Terence Yerves – producción, ingeniero de sonido |